# 科科河 (魯特西羅縣)
1°59′29″S 29°21′18″E / 1.991504°S 29.354997°E
科科河是盧旺達的河流，位於該國西部，由西部省負責管轄，處於魯特西羅縣，河口處在基伏湖，最終經剛果河注入大西洋。